# 小行星7374
小行星7374是一颗围绕太阳公转的小行星。1980年2月19日，茲丹卡·瓦弗洛娃在克萊季发现了此天体。
这颗小行星的绝对星等为151.79550等。